# فرودگاه منونگ
فرودگاه منونگ (به انگلیسی: Menongue Airport) (به زبان بومی: Aeroporto de Menongue) یک فرودگاه همگانی با کد یاتا SPP است که یک باند فرود آسفالت دارد و طول باند آن ۳۵۰۰ متر است. این فرودگاه در کشور آنگولا قرار دارد و در ارتفاع ۱۳۶۲ متری از سطح دریا واقع شده‌است.

## شرکت‌های هواپیمایی و مقصدهای پروازی
| شرکت‌های هواپیمایی   | مقصدهای پروازی   |
| ------------------- | ---------------- |
| تاگ آنگولا ایرلاینز | کواترو دو فرویرو |